# Tonari no Yōkai-san
Tonari no Yōkai-san (となりの妖怪さん?) es una serie de manga japonesa de noho. Originalmente comenzó a serializarse en línea a través de Twitter en agosto de 2017. Luego se serializó a través del sitio web Mato Grosso de East Press desde julio de 2018 hasta enero de 2022 y se recopiló en cuatro volúmenes de tankōbon y un volumen de historia paralela. Una adaptación de la serie de televisión de anime producida por Liden Films se estrenó en abril de 2024.

## Personajes
Mutsumi Sugimoto (杉本 睦実 Sugimoto Mutsumi?)  / Mu-chan (むーちゃん Mū-chan?)
 Seiyū: Asaki Yuikawa
Jirōbō Enkazan (縁火山 次郎坊 Enkazan Jirōbō?)  / Jirō (ジロー?)
 Seiyū: Ryosuke Higa
Buchio Ōishi (大石 ぶちお Ōishi Buchio?)
 Seiyū: Yuki Kaji
Tazenbō Fuchibiyama (縁火山 太善坊 Fuchibiyama Tazenbo?)  / Occhan (おっちゃん Otchan?)
 Seiyū: Jin Urayama
Yuri Tachibana (立花 百合 Tachibana Yuri?)
 Seiyū: Yō Taichi
Taira Tanaka (田中 平 Tanaka Taira?)
 Seiyū: Kenji Hamada
Takumi Ōishi (大石 拓海 Ōishi Takumi?)
 Seiyū: Mutsumi Tamura
Ryo Sano (佐野 龍 Sano Ryō?)
 Seiyū: Yūko Sanpei
Rein Nakagawa (中川 虹 Nakagawa Rein?)
 Seiyū: Megumi Han
Hayachiyo (早千代?)
 Seiyū: Yuko Kaida
Sanmoto Gorozaemon (山本五郎左衛門 Sanmoto Gorōzaemon?)
 Seiyū: Satoshi Mikami
Suzu Sakaki (坂木 すず Sakaki Suzu?)
 Seiyū: Ayako Kawasumi
Benmaru Kobayashi (小林 弁丸 Kobayashi Benmaru?)  / Betobeto-san (ベトベトサン?)
 Seiyū: Tatsumaru Tachibana
Nishiya Chiaki (西谷 千彰 Chiaki Nishiya?)  / Wagen (ワーゲン Wāgen?)
 Seiyū: Tokuyoshi Kawashima
Kazuhiko Nishiya (西谷 和彦 Nishiya Kazuhiko?)
 Seiyū: Hideyuki Tanaka

## Contenido de la obra

### Anime
Se anunció una adaptación al anime en el cuarto volumen del manga el 7 de abril de 2022. Posteriormente se confirmó que sería una serie de televisión producida por Liden Films y dirigida por Aimi Yamauchi, con guiones escritos por Tomoko Konparu, personajes diseñados por Shigemitsu Abe, y música compuesta por Avex Music Creative y Blue Bird's Nest. Se estrenará el 7 de abril de 2024 en el bloque de programación ANiMAZiNG!!! de ABC y TV Asahi. El tema de apertura, "Obake Himawari", es interpretado por Pii, mientras que el tema de cierre, "Iro no Naka", es interpretado por Aoi Kubo. Crunchyroll obtuvo la licencia de la serie fuera de Asia.